# Espoo Blues
Espoo Blues of gewoon Blues is een Finse ijshockeyclub die uitkomt in de SM-liiga. Hun thuisbasis is de Barona Areena in Espoo.

## Geschiedenis
De club werd opgericht in februari 1984 onder de naam Kiekko-Espoo en speelde hun eerste seizoen in 1984-85 in de Finse Tweede Afdeling. In 1988 promoveerden ze naar de Eerste Afdeling en in 1992 naar de SM-liiga door Kiekkopojat uit Joensuu te verslaan.
Kiekko-Espoo eindigde in hun eerste twee seizoenen op de 11de plaats van 12 teams. In 1997-98 veroorzaakten ze ophef door TPS, algemeen gezien als een van de beste clubs, en winnaar van de reguliere competitie, te verslaan. Kiekko-Espoo sloot het seizoen af op de vierde plaats. De volgende zomer werd de clubnaam veranderd naar het huidige Blues. De naam komt niet, naar wat hij doet vermoeden, van het muziekgenre blues, maar van de opvallende blauwe kleur van hun uitrusting.
In 2006-07 bereikte Blues de halve finales voor het eerst in 9 jaar; hierin verloren ze echter tegen Kärpät en verloren ze ook de strijd voor de derde plaats van HPK.
Het seizoen 2007-08 was het meest succesvolle tot nu toe: Blues zette een nieuw clubrecord neer, 12 opeenvolgende gewonnen wedstrijden, ze bereikten de 2de plaats in de reguliere competitie en stootten door naar de finale. Hierin verloren ze van Kärpät, maar ze verzekerden zich wel van hun eerste medaille in de clubgeschiedenis.

## Huidige spelers

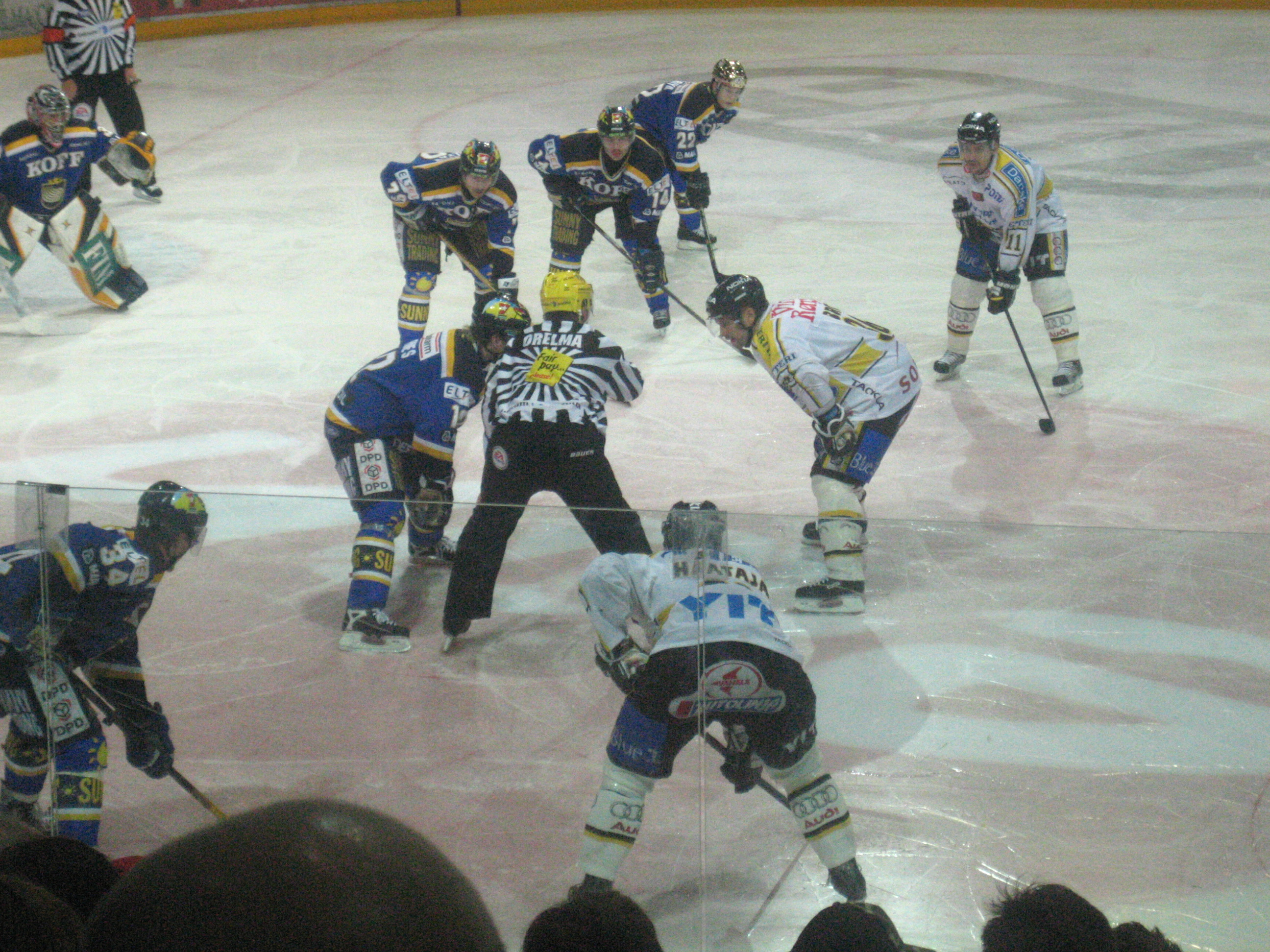
Een wedstrijd tussen Blues en Kärpät

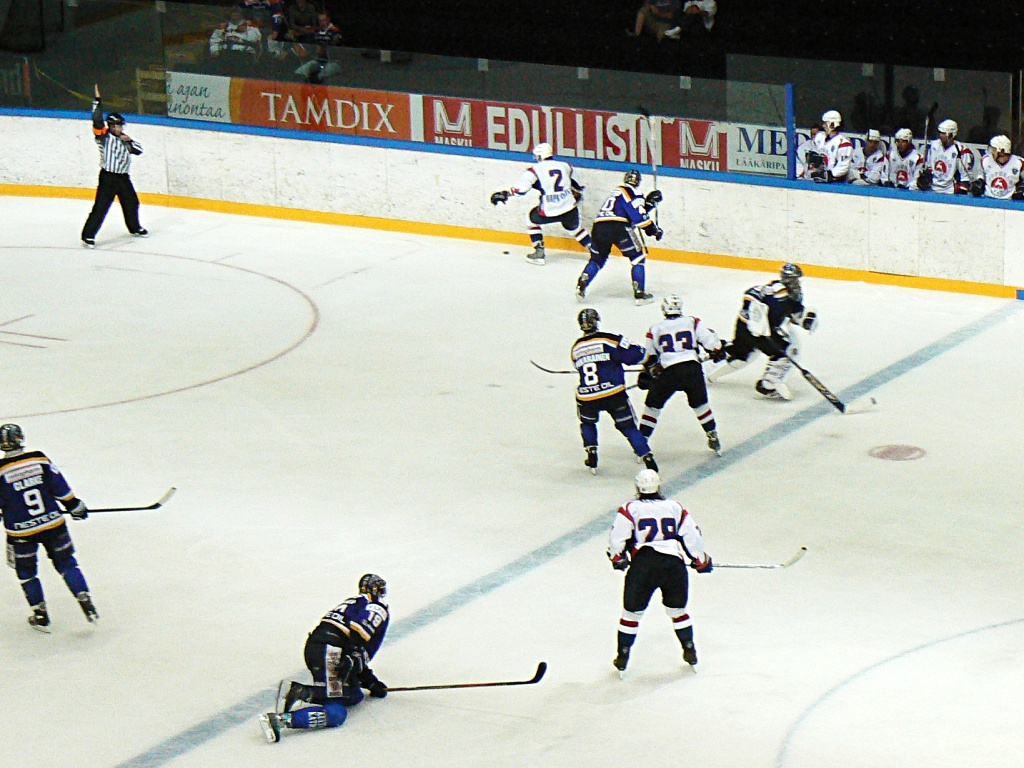
Blues in een wedstrijd tegen Torpedo Nizhny Novgorod (Rus.)

| Doelverdedigers | Doelverdedigers | Doelverdedigers  | Doelverdedigers | Doelverdedigers | Doelverdedigers |
| Nummer          | Nationaliteit   | Speler           | Vangt met       | Contract tot    | Geboorteplaats  |
| --------------- | --------------- | ---------------- | --------------- | --------------- | --------------- |
| 1               | FIN             | Jonathan Iilahti | L               | 2011            | Vaasa, Finland  |
| 32              | FIN             | Mikko Tolvanen   | L               | 2011            | Vantaa, Finland |
| 34              | NOR             | Lars Volden      | L               | 2012 (2013)     | Oslo, Noorwegen |
| 35              | FIN             | Iiro Tarkki      | L               | 2011            | Rauma, Finland  |

| Verdedigers | Verdedigers   | Verdedigers       | Verdedigers | Verdedigers  | Verdedigers        | Verdedigers |
| Nummer      | Nationaliteit | Speler            | Schiet met  | Contract tot | Geboorteplaats     |             |
| ----------- | ------------- | ----------------- | ----------- | ------------ | ------------------ | ----------- |
| 2           | FIN           | Oskari Korpikari  | L           | 2012         | Oulu, Finland      |             |
| 3           | FIN           | Santeri Heiskanen | R           | 2011         | Helsinki, Finland  |             |
| 4           | FIN           | Aleksi Laakso     | L           | 2012         | Seinäjoki, Finland |             |
| 6           | FIN           | Mikael Kurki      | L           | 2012         | Helsinki, Finland  |             |
| 7           | FIN           | Ari Gröndahl      | R           | 2011         | Helsinki, Finland  |             |
| 8           | FIN           | Ville Varakas     | L           | 2012         | Helsinki, Finland  |             |
| 10          | FIN           | Jere Karalahti    | R           | 2011 (2012)  | Helsinki, Finland  |             |
| 16          | FIN           | Kristian Näkyvä   | L           | 2011         | Helsinki, Finland  |             |
| 47          | FIN           | Ville Lajunen     | R           | 2012         | Helsinki, Finland  |             |

| Aanvallers | Aanvallers    | Aanvallers         | Aanvallers | Aanvallers | Aanvallers   | Aanvallers                  |
| Nummer     | Nationaliteit | Speler             | Schiet met | Positie    | Contract tot | Geboorteplaats              |
| ---------- | ------------- | ------------------ | ---------- | ---------- | ------------ | --------------------------- |
| 12         | FIN           | Jari Sailio        | L          | F          | 2012         | Hyvinkää, Finland           |
| 14         | FIN           | Petri Lammassaari  | R          | F          | 2012         | Eurajoki, Finland           |
| 19         | FIN           | Roope Talaja       | L          | F          | 2011 (2012)  | Kuopio, Finland             |
| 20         | FIN           | Heikki Laine       | L          | F          | 2011         | Helsinki, Finland           |
| 21         | FIN           | Valtteri Virkkunen | L          | F          | 2011 (2012)  | Espoo, Finland              |
| 23         | FIN           | Jarkko Immonen     | L          | M          | 2011         | Espoo, Finland              |
| 27         | FIN           | Roope Ranta        | R          | A          | 2012         | Helsinki, Finland           |
| 29         | FIN           | Joonas Nättinen    | R          | M          | 2011         | Jämsä, Finland              |
| 39         | FIN           | Arttu Luttinen     | L          | F          | 2011         | Helsinki, Finland           |
| 41         | SWE/ FIN      | Stefan Öhman       | L          | M          | 2011         | Örnsköldsvik, Zweden        |
| 52         | FIN           | Camilo Miettinen   | L          | A          | 2012         | Medellín, Colombia          |
| 57         | FIN           | Tomi Sallinen      | L          | A          | 2012         | Espoo, Finland              |
| 71         | FIN           | Matti Järvinen     | L          | F          | 2011 (2012)  | Londen, Verenigd Koninkrijk |
| 80         | FIN           | Jere Sallinen      | L          | A          | 2012         | Espoo, Finland              |
| 85         | FIN           | Toni Kähkönen      | L          | A          | 2012         | Espoo, Finland              |
| 94         | CAN           | Stéphane Veilleux  | L          | A          | 2011         | Saint-Georges, Canada       |